# Арсланово (Кармаскалинский район)
Арсла́ново (баш. Арыҫлан) — село в Кармаскалинском районе Республики Башкортостан Российской Федерации. Входит в состав Старомусинского сельсовета.

## География

### Географическое положение
Расстояние до:
- районного центра (Кармаскалы): 10 км,
- центра сельсовета (Старомусино): 4 км,
- ближайшей ж/д станции (Карламан): 20 км.

## История
Село основано в 1921—1925 годах. В 1925 году в деревне насчитывалось 87 хозяйств.

## Население
| 2002 | 2009 | 2010 |
| ---- | ---- | ---- |
| 341  | ↘199 | ↗209 |

### Национальный состав
Согласно переписи 2002 года, преобладающие национальности — татары (53 %), башкиры (44 %).